# 여성성

티치아노 베첼리오의 거울이 있는 비너스 (1555년경)는 베누스를 여성성의 화신으로 보여준다.

여성성(女性性)은 사회적 성을 다루는 사회학의 일부에 있는 젠더 정체성이다. 여성과 구별된다. 전통적으로 서양 사회에서의 여성성은 수동성, 상냥함, 친절함, 포용적, 모성적, 유혹적, 성적이다.

## 같이 보기
- 남성성